# Jörg Hoffmann (plavec)
Jörg Hoffmann (* 29. ledna 1970, Schwedt na Odře, Německá demokratická republika, dnes Německo) je bývalý německý plavec, trojnásobný mistr světa, pětinásobný mistr Evropy, bronzový olympijský medailista z LOH 1992 v Barceloně na 1500 metrů volným způsobem. Od 13. ledna 1991 do 5. dubna 1992 byl držitelem světového rekordu v závodě na 1500 metrů volným způsobem, časem 14:50:36 min.
Celkově startoval na třech letních olympijských hrách v řadě, poprvé na LOH 1988 v Soulu ještě reprezentoval Německou demokratickou republiku. Na ME v plavání v dlouhém bazénu zvítězil na 1500 metrů volným stylem čtyřikrát za sebou, poprvé roku 1989 v Bonnu, naposledy roku 1995 ve Vídni.